# 天主教達沃總教區
天主教達沃總教區（拉丁語：Archidioecesis Davaensis），是羅馬天主教會以菲律賓南部棉蘭老島城市達沃為中心的一個總主教區，包括達沃、沙馬市和塔萊恩戈德市。下轄三個教區。
現任總主教為羅慕洛·巴列斯，助理主教喬治‧里曼多，榮休總主教費爾南多·卡佩拉。2006年有教友1,063,000名，佔轄區總人口達80.3%。由146名司鐸名管理32個堂區。
1949年12月17日自三寶顏教區設立自治監督區，受轄於宿霧總教區。 1966年7月11日升為教區。  1970年6月29日升為總教區。